# Německá AB-Aktion v Polsku

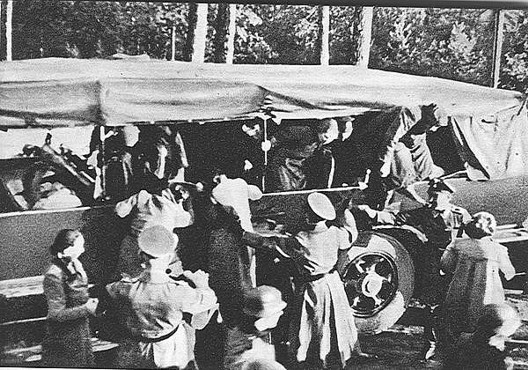
Fotografie pořízená z nedalekého domu polského podzemního státu s nacistickou tajnou policií v roce 1940 s odsouzenými oběťmi polské inteligence, které skončili na popravišti Palmiry poblíž Varšavy

AB-Aktion (Außerordentliche Befriedungsaktion) byla nacistická německá kampaň během druhé světové války zaměřená na odstranění intelektuálů a vyšších vrstev společnosti polské národnosti. Na jaře a v létě roku 1940 bylo v Německem okupovaném Polsku zatčeno nacistickými představiteli více než 30 000 Poláků. Kolem 7 000 velitelů, profesorů, učitelů a duchovních (označených jako pachatelé trestné činnosti) bylo následně povražděno na různých místech včetně lesa v Palmiry. Ostatní byli převezeni do německých koncentračních táborů.

## Historie

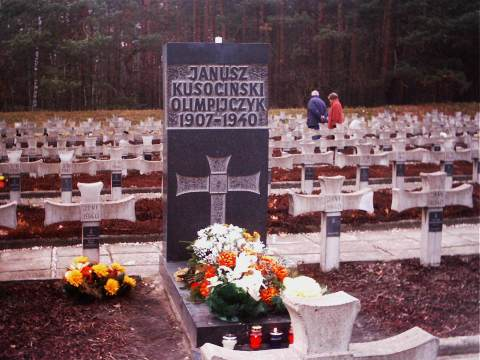
Hrob Janusze Kusocińskieho v Palmiry

Masové vraždění polských velitelů, politiků, umělců, aristokratů, inteligence a lidí podezřelých z možné protinacistické aktivity bylo vnímáno jako preventivní opatření k rozptýlení polského odporu. Chtěli tak zabránit vzpouře Poláků během plánované německé invaze do Francie. Tato protipolská kampaň byla připravena Hansem Frankem, velitelem generálního gouvernementu.
První odstranění polské inteligence proběhlo brzy po německé invazi do Polska, která trvala od podzimu 1939 do jara 1940. Operace Intelligenzaktion byl plán na odstranění polské inteligence a polské vedoucí třídy realizovaný Einsatzgruppen a Selbstschutz. Následkem této operace bylo zabito 60 000 polských šlechticů, učitelů, podnikatelů, sociálních pracovníků, duchovních, soudců a politických aktivistů v 10 regionálních akcích.  Intelligenzaktion pokračovala německou AB-Aktion v Polsku. Lidé byli zatčeni v souladu s "říšským seznamem nepřátel" - Sonderfahndungsbuch Polen, který byl připravený před válkou členy německé menšiny žijící v Polsku ve spolupráci s německou výzvědnou službou.
Před akcí, na konci roku 1939 a na začátku roku 1940, většina polských profesorů, intelektuálů, spisovatelů, politiků, učitelů a dalších členů elity polské společnosti byla krátce zatčena gestapem. Frank konečně 16. května 1940 přijal a schválil Ausserordentliche Befriedungsaktion. V následujících týdnech německá policie, gestapo, SD (Sicherheitsdienst) a jednotky wehrmachtu zatkli zhruba 30 000 Poláků ve velkých polských městech jako Varšava, Lodž, Lublin a Krakov. Internovaní byli drženi v řadě věznic včetně neslavného Pawiaku, kde byli předmětem brutálních výslechů nacistických úředníků. Po čase stráveném ve věznicích ve městech Varšava, Krakov, Radom, Kielce, Nowy Sącz, Tarnov, Lublin nebo Wiśnicz byli uvěznění Poláci převezeni do německých koncentračních táborů, především do nově otevřeného tábora v Osvětimi, Sachsenhausenu a Mauthausenu. Přibližně 3 500 členů polské inteligence bylo zavražděno v masových vraždách ve vesnici Palmiry nedaleko Varšavy, ve Firlej, Wincentynów nedaleko města Radom a v Bliżynském lese nedaleko města Skarżysko-Kamienna.
Mezi zavražděnými byli Maciej Rataj, Stefan Bryła, Tadeusz Tański, Mieczysław Niedziałkowski a Janusz Kusociński. Akce byly zahájeny v podobném rozsahu i na jiných polských územích připojených nacistickým Německem.. Podle mnohých historiků, včetně Normana Daviese, byla akce proti polským vůdcům koordinována orgány Sovětského svazu, které ve stejné době spáchaly masové vraždy 22 000 polských důstojníků v Katyni i na dalších místech.

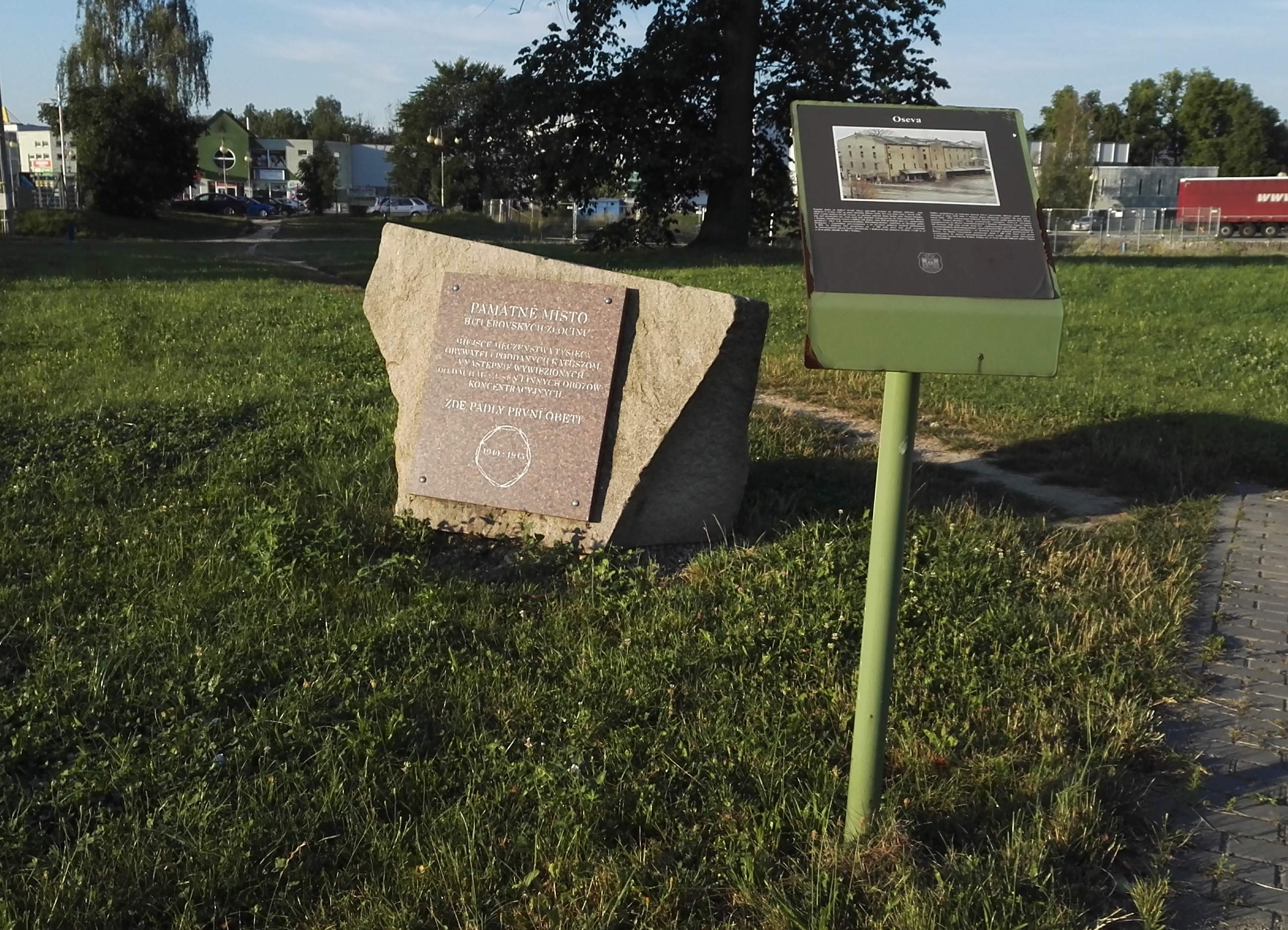
Pomník obětem nacismu, zejména pak AB-Aktion v Českém Těšíně

Aktivní pronásledování polských intelektuálů pokračovalo až do konce války. Přímým pokračováním AB-Aktion byla německá kampaň na východě, která začala po invazi Německa do SSSR. Mezi nejvýznačnější masové popravy polských profesorů patří masakr lwówských profesorů, ve kterém bylo zavražděno přibližně 45 profesorů z univerzity ve městě Lwów společně s jejich rodinami a hosty. Mezi zavražděnými byli Tadeusz Boy-Żeleński, bývalý polský premiér Kazimierz Bartel, Włodzimierz Stożek a Stanisław Ruziewicz. Tisíce dalších zahynuly při masakru v Ponarech, v německých koncentračních táborech a ghettech.

## Následky
Po válce bylo mnoho lidí zodpovědných za organizaci AB-Aktion postaveno před Norimberský soud. Nicméně většina odpovědných německých velitelů byla buď zabita nebo zmizela během války. Přesné počty obětí, data poprav a příčiny smrti polských představitelů inteligence v německém zajetí jsou často napadené jinými evropskými historiky, kteří odmítají podobnost s Katyňskými masakry.